# Mühlenbach (Luxembourg)
Pour les articles homonymes, voir Mühlenbach.
Mühlenbach (en luxembourgeois : Millebaach ) est un l'un des vingt-quatre quartiers de Luxembourg. Situé dans l'extrême Nord de la ville, il compte 2 497 habitants en 2025, dont 67% de non-luxembourgeois.

## Situation géographique
Le quartier Mühlenbach a une surface de 311,13 ha et est situé à la frontière nord de la capitale. Il confine à l’est à Beggen et Eich, au sud à Limpertsberg, et à l’ouest à Rollingergrund/Belair-Nord.
Une grande partie de son territoire est occupée par la forêt de Bambësch, plus grand massif forestier de la ville dont elle représente 13% de la superficie,

## Historique
Jusqu'au 1er juillet 1849, Mühlenbach faisait partie de la commune d'Eich avant de fusionner avec la nouvelle commune de Rollingergrund. Le 1er juin 1920, Rollingergrund fusionne avec la ville de Luxembourg.
Situé sur la route d‘Eich vers le Rollingergrund, le quartier de Mühlenbach doit son développement au ruisseau du même nom, autour duquel de nombreux moulins se sont installés.
Au 13e siècle il s’y trouvait un moulin à farine, au début du 18e siècle les jésuites ont construit un moulin à papier, ou le tout premier papier luxembourgeois a été fabriqué. Dès le 19e siècle des horticulteurs qui vendaient leurs légumes et fleurs sur les marchés de la ville vivaient à Mühlenbach. La petite église Saint-Fiacre a été construite dans les années 1962 – 1963.

## Personnalités liées au quartier
- Anna Bové (lb) (1829-1886), religieuse.
- Nicolas Bové (1802-1842), botaniste et explorateur.
- Jean-Pierre Huberty (lb) (1870-1897), peintre.
- Lily Unden (1908-1989), poétesse et artiste peintre.